# Охота с орлами

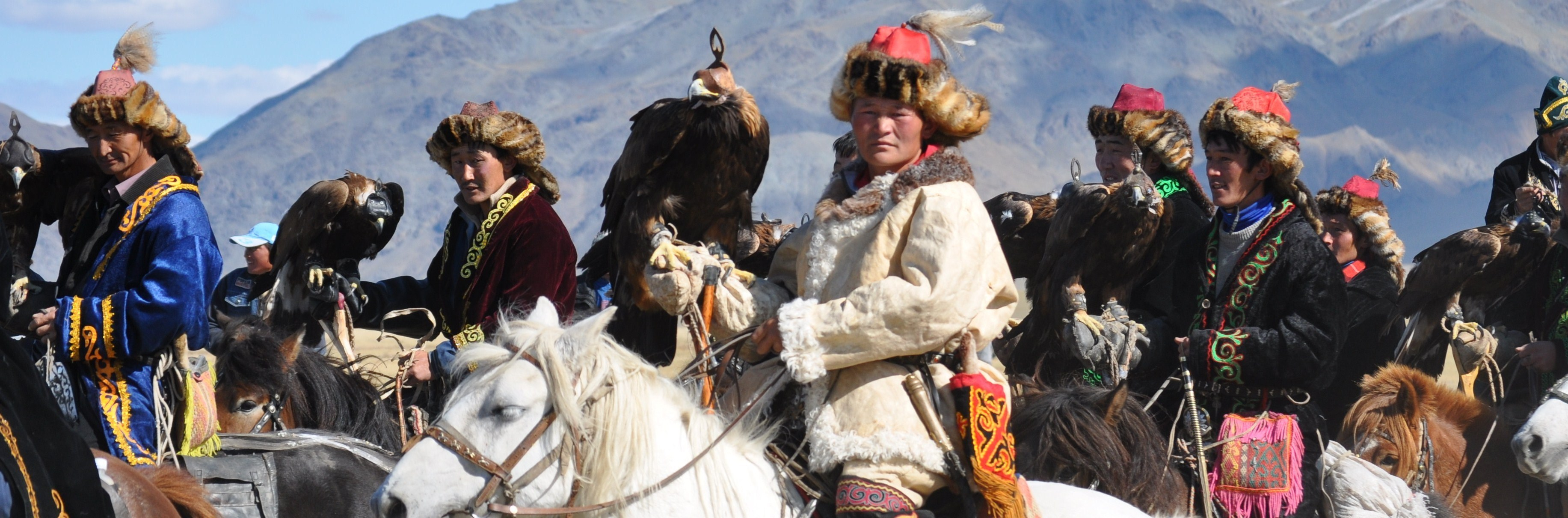
Казахские охотники с орлами в Ольгии (Монголия, 2011)

Охота с орлами — традиционная форма соколиной охоты, встречающаяся по всей Евразийской степи и практикуемая казахами и киргизами, проживающими как в современном Казахстане и Киргизии, так и диаспорами в Баян-Ольги (Монголия) и Синьцзяне (Китай). Хотя эти тюркские народы наиболее известны охотой с беркутами, они также используют и других птиц: ястребов-тетеревятников, сапсанов, балобанов и многих других. Несмотря на то, что правительство Казахстана неоднократно предпринимало попытки стимулировать лиц, практикующих эти казахские традиции, вернуться на историческую родину — обратно в Казахстан — большинство казахов-охотников предпочло оставаться в Монголии.

## Терминология
Как на казахском, так и на кыргызском языке существуют отдельные термины для тех, кто охотится с хищными птицами вообще, и для тех охотников, кто использует конкретно орлов. Говоря конкретнее, на казахском языке, как термин «құсбегі», так и «саятшы» относятся к охотникам с соколами в целом: при этом «құсбегі» происходит от слов құс («птица») и бек («лорд») и буквально переводится как «властелин птиц». В древне-тюркском языке куш-беги был также титулом, используемым для самых уважаемых советников местных ханов — он отражал высокий придворный статус охотника с соколами, приближенного к хану. В то же время, «саятшы» происходит от слова саят (саят, «соколиная охота») и суффикса -шы, который используется для профессиональных званий на тюркских языках. Казахское же слово для сокольничих, которые охотятся с орлами — это «бүркітші», происходящее от «бүркіт» («беркут»). В то время как словом, обозначающем тех, кто использует ястребов-тетеревятников, является «қаршығашы» — от «қаршыға» (собственно «ястреб-тетеревятник»).
В кыргызском языке общим термином, обозначающим тех, кто использует в охоте хищных птиц является «münüshkör». А охотник, который использует именно орлов, обозначается как «bürkütchü» — от «bürküt» (беркут, «золотой орел»).

## История

### Кидани (китаи)
В период с 936 по 945 год н. э. кидани (или китаи) — представители кочевого народа из Маньчжурии, в древности населявшие территорию современной Внутренней Монголии, Монголии и Маньчжурии — завоевали часть северного Китая. В 960 году Китай был завоеван династией Сун. С самого начала своего правления правители из династии Сун не могли полностью контролировать кидани, которые уже переняли большую часть китайской культуры. На протяжении всего своего правления в Китае, длившегося около трёх сотен лет, династия Сун должна была платить (или одаривать) кидани, чтобы не дать им возможность занять дополнительные территории империи Сун.
Несмотря на то, что кидани, в целом, ассимилировали китайскую культуру, они всё же сохранили многие кочевые традиции, свойственные их предкам — включая охоту с орлами. Сохранились изображения и описания подобных охот тех времён.

## Чжурчжэни
Многие племена чжурчжэни (Jurchen) охотились c хищной птицей «хай-дон-кин» (hai dong qing), представители племён кидани пытались часто захватить такого охотничьего орла и насильно заставить его подчиняться своим командам — но это обычно заканчивалось безуспешно («не в пользу кидани»). Существуют сведения, что чжурчжэни даже начали восстание или войну против кидани: причиной конфликта были как раз птицы хай-дон-кин; представителям чжурчжэни удалось вернуть своих птиц.

## Казахи
Во времена СССР и коммунистического правления в регионе многие казахи бежали в соседнюю Монголию: они обосновались, преимущественно, в провинции Баян-Ольги и принесли с собой свои традиции охоты с орлами. До сих пор существует приблизительно несколько сотен охотников с орлами в регионе Баян-Ольги, который расположен в Алтайских горах в западной Монголии. Их обычаи соколиной охоты включают охоту с беркутами на лошадях: они, прежде всего, охотятся на красных лисиц и корсака. Они также используют орлов, чтобы охотиться на лис и зайцев в холодные зимние месяцы, когда значительно легче заметить ярко окрашенных лисиц на фоне белого снега.
Каждый октябрь, на ежегодном фестивале «Золотой орел», демонстрируются охотничьи обычаи казахов. Несмотря на то, что правительство Казахстана неоднократно предпринимало попытки «заманить» практикующих эти казахские традиции на историческую родину — обратно в Казахстан — большинство казахов всё же предпочло оставаться в Монголии.

## Киргизы
В 1207 году кыргызские кочевники сдались войскам, ведомым сыном Чингисхана — Джучи. Под монгольским владычеством киргызы сохраняли свою кочевую культуру, а также — и традицию орлиной охоты, которая продолжалась практически до XXI века (до 1990-х годов). Современные археологи прослеживают историю соколиной охоты в Средней Азии до первого (или даже второго) тысячелетия до нашей эры.